# 2000 AB229
2000 AB229 est damocloïde, ayant une forte excentricité comme la plupart des membres de cette famille.

## Caractéristiques
2000 AB229 mesure environ 7 kilomètres de diamètre.